# Волков Андрій Федорович
Андрій Федорович Волков — полковник Збройних Сил України, учасник російсько-української війни, що відзначився під час російського вторгнення в Україну у 2022 році. кавалер Ордена Данила Галицького.

## Нагороди
- Орден Данила Галицького — нагороджений 12 травня 2022 року Указом Президента України № 332/2022.[1]
- Почесний нагрудний знак «Срібний хрест»[джерело?]
- Нагрудний знак «За доблесну військову службу Батьківщині»[джерело?]
- Нагрудний знак «За військову доблесть»[джерело?]
- Нагрудний знак «За зразкову службу» (МОУ)[джерело?]